# ジューン・スキッブ
ジューン・スキッブ（June Squibb, 1929年11月6日 - ）はアメリカ合衆国イリノイ州ヴァンダリア出身の俳優。『セント・オブ・ウーマン/夢の香り』や『アバウト・シュミット』をはじめとする、多くの名作映画で脇役を務めた。また、テレビドラマ、ブロードウェイでも活躍している女優である。

## 私生活
ジューンはジョイベレ・スキッブ(1905–1996)とルイス・スキッブ(1905–1996)の間の一人娘である。彼女はイリノイ州ヴァンダリアで子供時代を過ごした。母親のルイスはゴルフ愛好家で1920年代のサイレント映画でピアノ演奏をした有名なピアニストであった。後年、ピアノ演奏を競う大会に参加し、1975年と1976年にthe World Championship Old Time Piano Playing Contestを受賞した。父親のジョイベレは保険業者で、第二次世界大戦中は海軍に入っていた。
ジューンは著名な演技コーチであるチャールズ・カカツァキス(1929–1999)と結婚していた。

## キャリア
ジューンはセントルイスの劇場から女優としてのキャリアをはじめ、Cleveland Play Houseで演技を学んでいった。ニューヨーク移住後はHB Studioで演技の学習の場を移した。ブレイクのきっかけとなったのは1958年のオフ・ブロードウェイのミュージカルThe Boy Friendでドルチェを演じたことだった。さらには、翌年、オフ・ブロードウェイでのLend an Ear(エリザベス・アレン主演)の再演にも出演することができた。
1960年、エセル・マーマン主演のミュージカル『ジプシー』でブロードウェイデビューを飾る。このとき、彼女はストリッパーのエレクトラを演じた。また、1968年にはトニー賞 ミュージカル作品賞にノミネートされたミュージカルThe Happy Timeにも出演している。
1995年には、ブロードウェイにて、ストレート・プレイ『Sacrilege』に出演し、エレン・バースティンと共演した。

## 主な出演作品

### 映画
| 公開年 | 日本語題 原題                                              | 役名                         | 備考 |
| ------ | ---------------------------------------------------------- | ---------------------------- | --- |
| 1990   | アリス Alice                                               | ヒルダ                       | |
| 1992   | セント・オブ・ウーマン/夢の香り Scent of a Woman           | ハンセイカー                 | |
| 1993   | エイジ・オブ・イノセンス/汚れなき情事 The Age of Innocence | ミンゴット・メイド           | |
| 1997   | イン&アウト In & Out                                       | グレッチェン                 | |
| 1998   | ジョー・ブラックをよろしく Meet Joe Black                  | ヘレン                       | |
| 2002   | アバウト・シュミット About Schmidt                         | ヘレン・シュミット           | |
| 2002   | エデンより彼方に Far from Heaven                           | 老人                         | |
| 2004   | ムースポート Welcome to Mooseport                          | イルマ                       | |
| 2011   | ビッグ・ボーイズ しあわせの鳥を探して The Big Year         | 老嬢                         | |
| 2012   | デッド or キル Would You Rather                            | リンダ                       | |
| 2013   | ネブラスカ ふたつの心をつなぐ旅 Nebraska                   | ケイト・グラント             | アカデミー助演女優賞ノミネート ゴールデングローブ賞 助演女優賞ノミネート 全米映画俳優組合賞助演女優賞ノミネート |
| 2015   | クーパー家の晩餐会 Love the Coopers                        | フィッシー叔母さん           | |
| 2016   | 母が教えてくれたこと Other People                          | ルース＝アン                 | |
| 2017   | ウェディング・テーブル Table 19                            | ジョー・フラナガン           | |
| 2018   | ファーザー・フィギュア Father Figures                      | ミセス・ハント               | |
| 2019   | ブロー・ザ・マン・ダウン〜女たちの協定〜 Blow the Man Down | スージー・ギャラガー         | |
| 2020   | パーム・スプリングス Palm Springs                          | ナナ・シュリーフェン         | |
| 2020   | ヒュービーのハロウィーン Hubie Halloween                   | ヒュービーの母親             | |
| 2020   | フェアリー・ゴッドマザー Godmothered                       | アグネス                     | 声の出演 |
| 2021   | パーマー Palmer                                            | ヴィヴィアン・パーマー       | |
| 2021   | ザ・ヒューマンズ The Humans                                | モモ                         | |
| 2024   | テルマがゆく! 93歳のやさしいリベンジ thelma                | テルマ                       | |
| 2024   | インサイド・ヘッド2 Inside Out 2                           | ナツカシ                     | 声の出演 |
| 2025   | Eleanor the Great                                          | エレノア・モーゲンシュタイン | |

### テレビドラマ
※ 日本で放映されたもののみ記載
- ロー&オーダー Law & Order
  - シーズン5 第12話 「ある女医の闘い」(1995)
  - シーズン10 第5話 「合併」 (1999)
- エド Ed
  - シーズン1 第12話 「ありのままで」(2001)
- ER緊急救命室 ER
  - シーズン9 第14話 「故意」(2003)
- Dr.HOUSE House
  - シーズン1 第20話 「マゾヒズム」 (2005)
- ラリーのミッドライフ★クライシス Curb Your Enthusiasm
  - シーズン5 第10話 「天国でトラブル」(2005)
- チャーリー・シーンのハーパー★ボーイズ Two and a Half Men
  - シーズン3 第7話 「ローズのパパに一同シーン」(2005)
- ゴースト 〜天国からのささやき Ghost Whisperer
  - シーズン1 第1話 「つむがれゆく命」(2005)
  - シーズン1 第3話 「双子」(2005)
  - シーズン1 第15話 「再会」(2006)
  - シーズン1 第20話 「消えた霊」(2006)
  - シーズン2 第22話 「選ばれし者」(2007)
  - シーズン3 第9話 「霊を見る少女」(2007)
- コールドケース 迷宮事件簿 Cold Case
  - シーズン5 第17話 「ロープ」(2008)
- キャッスル 〜ミステリー作家は事件がお好き Castle
  - シーズン4 第17話 「おとぎ話連続殺人」(2012)
- グッドガールズ: 崖っぷちの女たち Good Girls (2018-)

## 受賞
- 『ネブラスカ ふたつの心をつなぐ旅』(2013年)
  - サンタバーバラ国際映画祭 Virtuoso Award
  - 第34回ボストン映画批評家協会賞 助演女優賞[5]
  - 第18回サテライト賞 助演女優賞[6]
- 『テルマがゆく! 93歳のやさしいリベンジ』（2024年）
  - 第5回クリティクス・チョイス・スーパー・アワード アクション映画女優賞[7]

## 参照
1. ↑  “June Squibb Biography (1935-)”. 2014年1月10日閲覧。
2. ↑  http://www.theentertainersmovie.com/faye.html
3. ↑  https://news.google.com/newspapers?nid=1299&dat=19590930&id=BO4QAAAAIBAJ&sjid=NYwDAAAAIBAJ&pg=4648,6920664
4. ↑  “2013 Winners”. 2014年1月9日閲覧。
5. ↑  “2013 Nominations”. 2014年2月24日閲覧。
6. ↑  “Critics Choice Super Awards Winners List: ‘The Penguin,’ ‘Deadpool & Wolverine,’ ‘Sinners’ & More”.   Deadline.com (2025年8月7日). 2025年8月10日閲覧。